# 44th Street Theatre
Le 44th Street Theatre est un théâtre de Broadway aujourd'hui disparu qui était situé au 216 44e Rue ouest dans le quartier des théâtres de Manhattan à New York.
Ouvert de 1912 à 1945, il s'appelle à l'origine Weber and Fields' Music Hall (s'y produit alors le duo comique Weber and Fields), puis est rebaptisé 44th Street Theatre en décembre 1913. Il ne doit pas être confondu avec le Weber and Fields' Broadway Music Hall (en), souvent appelé simplement Weber and Fields' Music Hall, utilisé par Weber et Fields de 1896 à 1912.
Le théâtre situé sur le toit, le Nora Bayes Theatre, présente de nombreuses productions du Federal Theatre Project (en) au milieu des années 1930. Son club au sous-sol devient la Stage Door Canteen pendant la Seconde Guerre mondiale, un lieu de divertissement pour militaires américains.

## Histoire

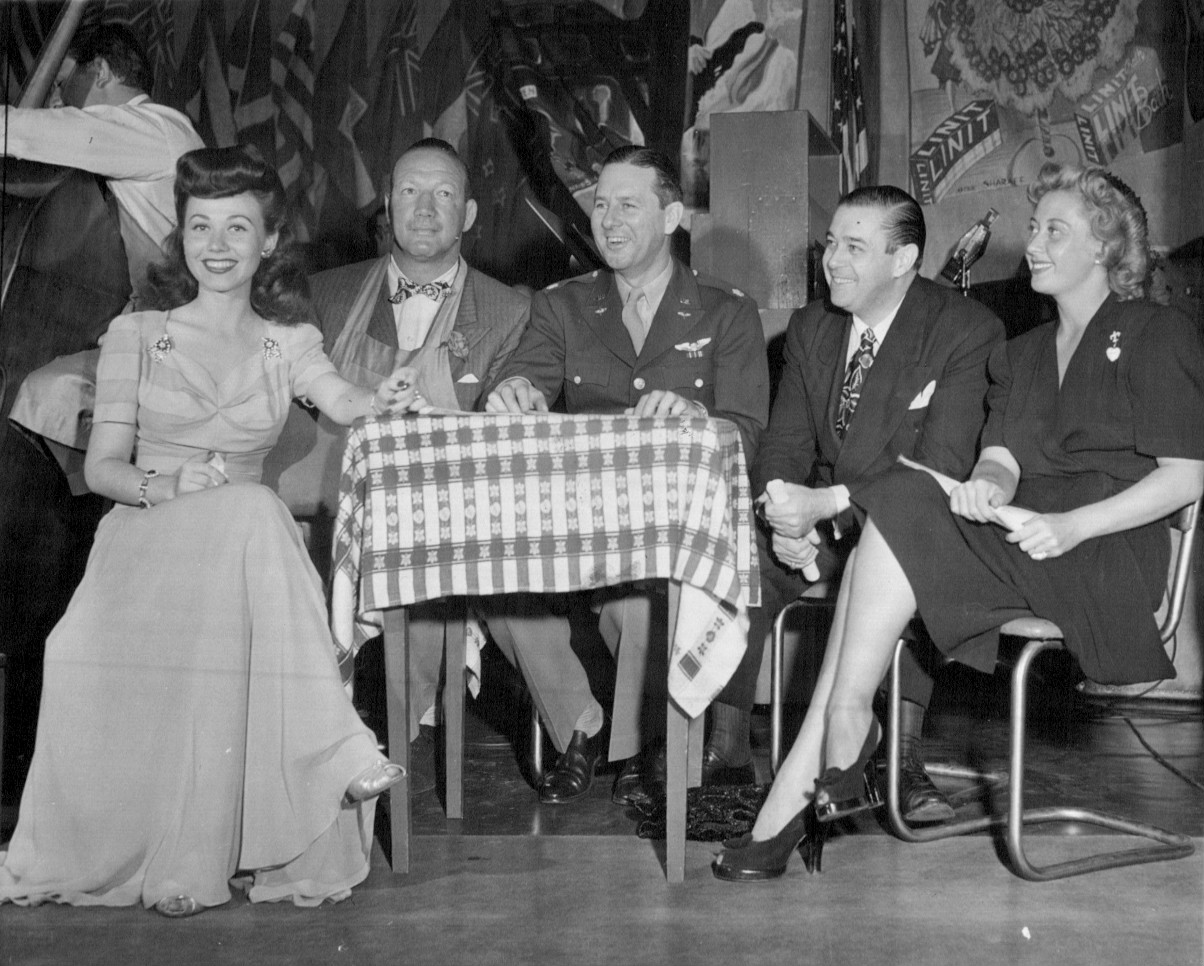
Connie Haines, Maxie Rosenbloom, Ben Lyon, et Joan Blondell à la Stage Door Canteen (1943).

L'architecte, William Albert Swasey (en), a conçu le théâtre dans le style géorgien du XVIIIe siècle.
Construit par la Shubert Organization en 1912, le théâtre est destiné à être un théâtre résident pour le duo comique récemment réconcilié Joe Weber (en) et Lew Fields (en) qui n'ont pas joué ensemble depuis des années. Le duo a déjà connu le succès à Broadway de 1896 à 1904. Cependant, le théâtre est jugé trop grand pour eux et le partenariat avec les Schubert s'arrête après seulement sept semaines et demi de représentations. Le théâtre est rebaptisé 44th Street Theatre le 29 décembre 1913.
Un théâtre sur le toit du bâtiment, le Lew Fields' 44th Street Roof Garden, ouvre le 5 juin 1913 avec la première de la comédie musicale All Aboard (en) de E. Ray Goetz (en) ; une œuvre produite par et mettant en vedette Lew Fields. Il est renommé en Nora Bayes Theatre en 1918. Au milieu des années 1930, il présente des spectacles du Federal Theatre Project (en),.
Au sous-sol du bâtiment, le « rathskeller » original devient un petit dancing nommé « Little Club » pendant la Prohibition,.
En 1940, le bâtiment est acquis par la New York Times Company, qui le reloue à Lee Shubert (en). Lorsque l'American Theatre Wing demande à disposer du club du sous-sol comme lieu de divertissement pour les militaires, Shubert le leur cède gratuitement. En mars 1942, le club d'une superficie de 24 mètres sur 12 devient la Stage Door Canteen, et reste ouvert tout le long de la Seconde Guerre mondiale, devenant le sujet d'un film à succès et inspirant d'autres lieux similaires à travers les États-Unis.
En 1930, le Film Daily Yearbook répertorie le 44th Street Theatre comme une salle de cinéma. Le théâtre projette des films pendant une brève période avant de revenir aux productions scéniques. La salle de projection disposait de 1 468 places et d'un écran.
La projection de film la plus notable du 44th Street Theatre est celle du film allemand « Jeunes Filles en uniforme » en 1931. Le film est diffusé pendant une saison deux fois par jour et trois fois les dimanches et jours fériés. Le théâtre se vante d'avoir « des prix inférieurs à ceux de n'importe quel autre film diffusé deux fois par jour à Broadway ».
En 1940, le New York Times achète le 44th Street Theatre. Après l'expiration du bail de Shubert en juin 1945, le bâtiment est démoli. Une imprimerie du New York Times est construite à sa place, dans le cadre de l'agrandissement d'après-guerre du siège social du journal au 229 West 43rd Street. L'imprimerie est ensuite abandonnée, mais une plaque subsiste pour marquer l'emplacement de la Stage Door Canteen.

## Productions notables

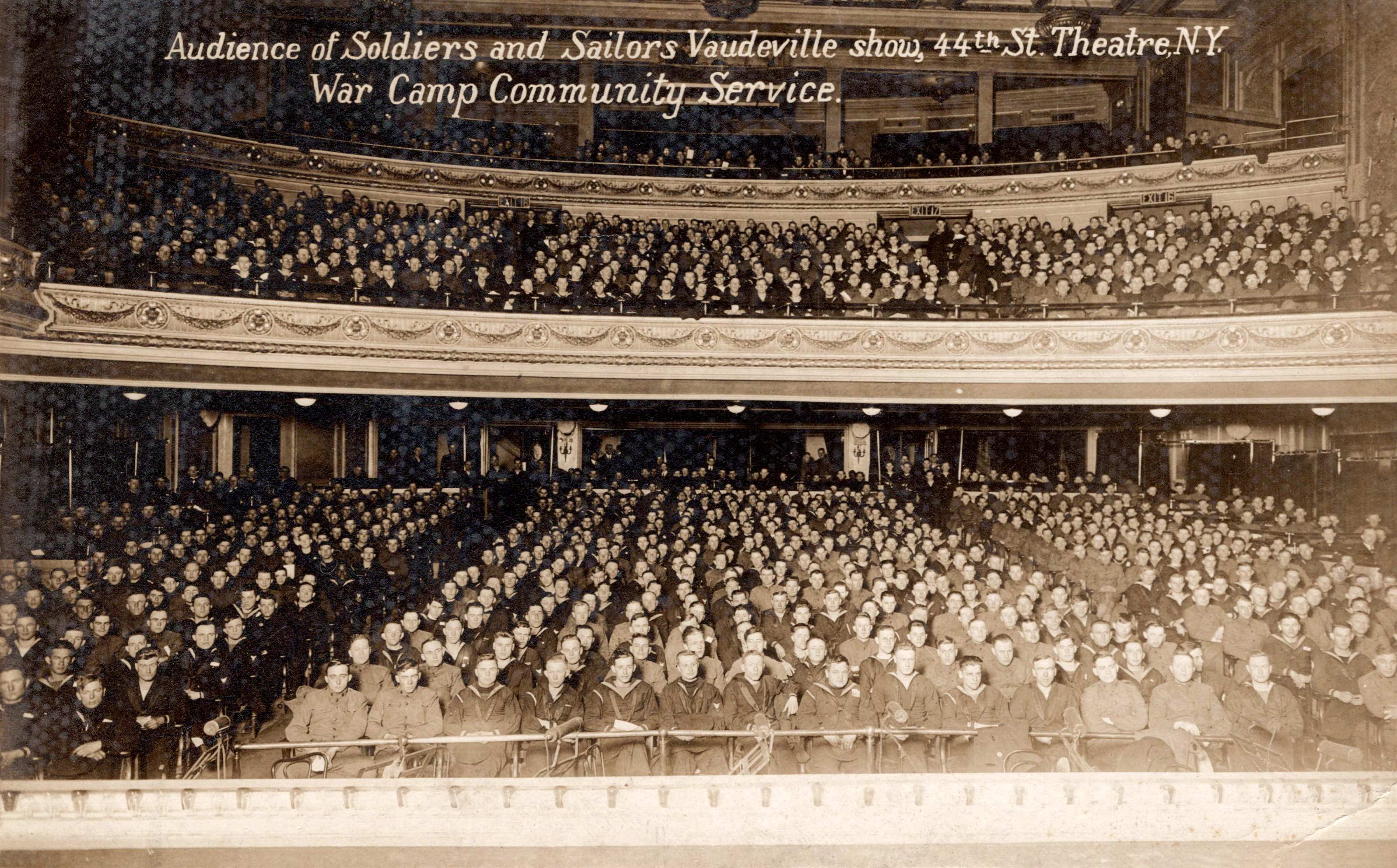
Des militaires assistent à un spectacle au 44th Street Theatre, 1918.

Les productions présentées au 44th Street Theatre sont répertoriées dans la base de données Internet Broadway.
- 1913 : The Girl on the Film (en)
- 1914 : The Lilac Domino (en)
- 1915 : Katinka (en)
- 1916 : The Blue Paradise (en)
- 1917 : Maytime (en)
- 1924 : Six Characters in Search of an Author
- 1925 : Song of the Flame (en)
- 1927 : A Night in Spain (en)
- 1928 : Animal Crackers (en)
- 1933 : Face the Music (en)
- 1934 : Four Saints in Three Acts (en)
- 1934 : Conversation Piece (en)
- 1940 : Liliom
- 1941 : The New Opera Company
- 1942 : Rosalinda (Die Fledermaus)
- 1943 : Winged Victory (en)
- 1944 : Yellow Jack (en)
- 1945 : On the Town